# Колодец одиночества
Колодец одиночества (англ. Well of Loneliness) — роман британской писательницы Рэдклифф Холл, опубликованный в 1928 году, который считается одним из первых произведений лесбийской литературы. Роман описывает жизнь Стивен Гордон, англичанки из семьи высшего класса, которая осознала свою «сексуальную инверсию» (гомосексуальность) с раннего возраста. Она находит свою любовь с Мэри Ллевелин, с которой она встречается во время службы в качестве водителя кареты скорой помощи в период Первой мировой войны, но их совместное счастье оказывается омрачено социальной изоляцией и отторжением, которые Холл изображает как пагубные последствия ненормативной ориентации. Роман, тем не менее, изображает «антигендерное состояние» как врождённое и естественное состояние и озвучивает очевидный призыв: «Дайте нам такое же право на существование».
Роман стал мишенью кампании критики, организованной Джеймсом Дугласом, редактором газеты Sunday Express, который написал: «Я бы предпочёл лучше дать здоровому мальчику или девочке пузырёк с синильной кислотой, чем этот роман». Хотя единственная во всём романе «сексуальная» отсылка заключена во фразе «и в ту ночь они были нераздельны», британский суд счёл его непристойным, поскольку он защищал «неестественную для женщин практику». В Соединённых Штатах книга испытала ряд проблем с законом в штате Нью-Йорк и таможенном суде.
Информация о юридическом противостоянии вокруг романа увеличила видимость лесбиянок в британской и американской культуре. В течение десятилетий это был самый известный лесбийский роман на английском языке и часто первым источником информации о женской гомосексуальности, который могли найти молодые люди. Некоторые читатели высоко оценили «Колодец», в то время как другие критиковали его за выражение Стивен ненависти к себе и рассмотрению своего состояния как вызывающего стыд. Её роль в продвижении образа лесбиянок как «мужеподобных» или одетых как противоположный пол женщин также спорна. Некоторые критики утверждают, что в настоящее время Стивен следует рассматривать в большей степени как трансгендерного человека.
Хотя некоторые критики высоко оценили «Колодец» как литературное произведение, его изображение сексуальности и гендерной идентичности продолжает оставаться темой изучения и дискуссий.

## Предпосылки
В 1926 году Рэдклиф Холл была на пике карьеры. Её роман «Адамова семя» о духовном пробуждении итальянского метрдотеля стал бестселлером; Вскоре он выиграет премию Фемина и Мемориальную премию Джеймса Тейта Блэка. Она давно думала написать роман о сексуальной инверсии; теперь, как она считала, ее литературная репутация позволит выслушать такое произведение. Поскольку она знала, что ей грозит скандал и «кораблекрушение всей её карьеры», она искала и получила благословение своей партнерши, Уны Трубридж, прежде чем приступить к работе. Её цели были социальными и политическими; она хотела положить конец публичному молчанию о гомосексуализме и добиться «более терпимого понимания», а также «побудить все классы инвертированных людей исправляться тяжелым трудом ... и трезвым и полезным образом жизни».
В апреле 1928 года она сказала своему редактору, что её новая книга потребует полной отдачи от издателя и что она не позволит изменить ни одного слова. «Я поставила своё перо на службу одним из наиболее преследуемых и непонятых людей в мире... Насколько мне известно, в художественной литературе ничего подобного не предпринималось.»

## Краткое содержание сюжета
Главная героиня книги, Стивен Гордон, родилась в конце викторианской эпохи у родителей из высшего класса из Вустершира, которые ждали мальчика и окрестили её именем, которое они уже выбрали. Даже при рождении она физически необычна, «узкобедрый, широкоплечий маленький головастик младенца». Она ненавидит платья, хочет коротко постричься и хочет быть мальчиком. В семь лет она влюбляется в горничную по имени Коллинз и расстраивается, когда видит, что Коллинз целует лакея.
Отец Стивен, сэр Филипп, обожает её; он пытается понять её через труды Карла Генриха Ульрихса, первого современного писателя, предложившего теорию гомосексуализма, но не успевшего поделиться своими открытиями с самой Стивен. Её мать, леди Анна, держится отстраненно, считая Стивен «испорченной, недостойной, искалеченной копией» сэра Филиппа. В восемнадцать лет Стивен завязывает тесную дружбу с канадцем Мартином Халламом, но позже приходит в ужас, когда он признается ей в любви. Следующей зимой сэра Филиппа придавило упавшее дерево; в последнюю минуту перед смертью он пытается объяснить леди Анне, что Стивен — инверт, не сумев этого сделать он умирает. 
Стивен начинает одеваться в мужскую одежду, которую шьет портной, а не портниха. В двадцать один она влюбляется в Анжелу Кроссби, жену-американку нового соседа. Анджела использует Стивен как «анодин от скуки», позволяя ей «несколько школьных поцелуев». Пара поддерживает отношения, которые, хотя явно не указаны, но похоже, имеют некоторый сексуальный элемент, по крайней мере, для Стивен. Затем Стивен обнаруживает, что у Анджелы есть любовник. Опасаясь разоблачения, Анджела показывает любовное письмо Стивен мужу, который отправляет копию письма матери Стивен. Леди Анна обвиняет Стивен в том, что она «самоуверенно употребляет слово любовь в связи с ... этими неестественными стремлениями вашего неуравновешенного ума и недисциплинированного тела». Стивен отвечает: «Как мой отец любил тебя, также люблю и я ... Это было хорошо, хорошо, хорошо — я бы тысячу раз отдала свою жизнь ради Анджелы Кроссби». После ссоры Стивен идет в кабинет отца и впервые открывает запертый книжный шкаф. Она находит книгу Краффт-Эбинга Psychopathia Sexualis, текст о гомосексуализме и парафилии, и, читая ее, узнает, что она — инверт.